# Calycomyza obscura
Calycomyza obscura este o specie de muște din genul Calycomyza, familia Agromyzidae, descrisă de Spencer în anul 1973. Conform Catalogue of Life specia Calycomyza obscura nu are subspecii cunoscute.